# Walter Reder

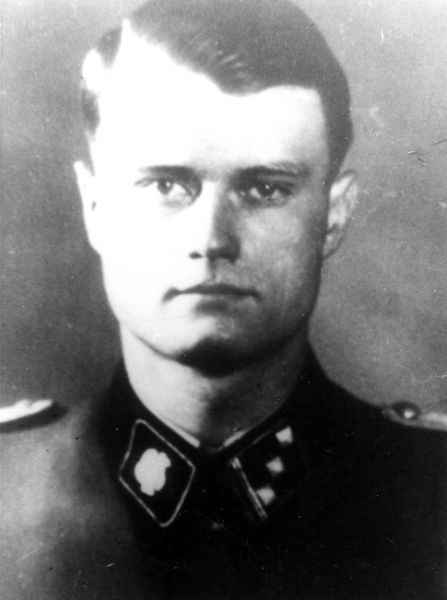
Walter Reder, hier SS-Obersturmführer

Walter Reder (* 4. Februar 1915 in Freiwaldau; † 26. April 1991 in Wien) war ein österreichischer SS-Sturmbannführer im Dritten Reich sowie Träger des Ritterkreuzes des Eisernen Kreuzes. Nach dem Zweiten Weltkrieg wurde er als Kriegsverbrecher verurteilt.

## Leben

### Jugend und Ausbildung
Reder entstammte einer bürgerlich konservativen Familie. Nach dem Ende des Ersten Weltkrieges und dem Zusammenbruch der Habsburgermonarchie zog die Familie aus dem schlesischen Freiwaldau nach Garsten bei Steyr, dem Heimatort der Familie Reder. Sein Vater Rudolf arbeitete zunächst in der Brotfabrik Reders Söhne in Garsten und gründete 1925 eine Rechenmaschinenfabrik. Das Unternehmen erwies sich laut damaliger Presse als „Luftschloss“ und ging 1928 bankrott, woraufhin Rudolf Reder wegen fahrlässiger Krida eine kurze Freiheitsstrafe abbüßen musste.
Für Walter Reder war der Bankrott seines Vaters eine einschneidende Wende. Er musste das Elternhaus verlassen und zu seiner Tante nach Wien ziehen. In Wien besuchte er das Bundesgymnasium in der Diefenbachgasse. 1932 zog er nach Linz und ging dort auf die Handelsakademie. Im gleichen Jahr schloss er sich der Hitlerjugend an.

### Zeit des Nationalsozialismus und militärische Karriere
Zum 8. Februar 1933 trat er der SS bei (SS-Nummer 58.074) und wurde der 37. SS-Standarte eingereiht. Aus seiner SS-Zugehörigkeit machte er keinen Hehl, so dass er bald wegen seiner Mitgliedschaft und wegen anderer politisch motivierter Vergehen festgenommen wurde und in Untersuchungshaft geriet. 1934 wurde er wegen seiner Betätigung für den Nationalsozialismus kurz vor der Abschlussprüfung der Schule verwiesen. Im Juni 1934 kam er der Internierung in das Anhaltelager Kaisersteinbruch durch Flucht nach Deutschland zuvor. In Deutschland schloss er sich zunächst der österreichischen Legion an. Noch 1934 nahm er die deutsche Staatsbürgerschaft an und das Jahr darauf begann er eine Ausbildung zum SS-Offizier in der SS-Junkerschule in Braunschweig. 1936 wurde Reder als SS-Untersturmführer zur SS-Totenkopfstandarte „Oberbayern“ in die Wachmannschaft des Konzentrationslager Dachau versetzt. Offenbar zum 1. Mai 1937 trat er der NSDAP bei (Mitgliedsnummer 5.020.869).
Kommandeur der SS-Totenkopfstandarte „Oberbayern“ war Max Simon, dem Reder als Kommandeur auch später unterstehen sollte. Der sich selbst in einem Interview mit dem italienischen Journalisten Enzo Biagi 1969 als „einer der Besten in der SS“ bezeichnende Reder stieg bald die Karriereleiter aufwärts. Draufgängertum und Rücksichtslosigkeit zeichneten ihn aus. 1938 nahm er mit der SS-Totenkopfstandarte „Oberbayern“ am Einmarsch deutscher Truppen nach Österreich und 1939 in die Tschechoslowakei teil. Mit der gleichen Einheit war er bei Ausbruch des Zweiten Weltkrieges am deutschen Überfall auf Polen beteiligt.
Nach dem Überfall auf Polen wurde er als Verbindungsoffizier der SS-Division Totenkopf bei Heinrich Himmler eingesetzt und nach Berlin abkommandiert. Im Frühjahr 1940 wurde Reder als Stabsoffizier dem SS-Totenkopf-Infanterie-Regiment 2 zugewiesen und nahm am Frankreichfeldzug teil. 1941 war er mit der Totenkopf-Division an der Ostfront zunächst als Kompaniechef, dann als Bataillonskommandeur eingesetzt. Im September 1941 wurde er auf den Waldaihöhen nordwestlich von Moskau verwundet. Nach seiner Genesung kehrte er im Januar 1942 zu seiner Einheit zurück und nahm an der Kesselschlacht von Demjansk teil, bis die Reste der aufgeriebenen Division im Oktober 1942 nach Frankreich abgezogen wurden. Nach der Besetzung der Südzone Frankreichs im Unternehmen Anton im November 1942 und einem anschließenden Fortbildungskurs in Paris war Reder ab Februar 1943 mit der neu aufgefrischten Totenkopf Division erneut an der Ostfront eingesetzt und nahm an der Schlacht bei Charkow teil. Anfang März wurde er bei Charkow durch Granatsplitter schwer verwundet, dabei verlor Reder den linken Arm, während der rechte teilweise gelähmt blieb. In der Folge wurde er mit dem Ritterkreuz des Eisernen Kreuzes ausgezeichnet und zum SS-Sturmbannführer befördert. Nach seiner Verwundung wurde er dem SS-Panzergrenadier-Ausbildungs- und Ersatz-Bataillon 3 zugewiesen. Nach seiner Genesung meldete er sich im Dezember 1943 bei Max Simon, der den Befehl über die 16. SS-Panzergrenadier-Division „Reichsführer SS“ übernommen hatte.
Simon übertrug ihm das Kommando über die SS-Panzer-Aufklärungsabteilung 16 der 16. SS-Panzergrenadier-Division „Reichsführer SS“. Mit dieser Einheit war er im Sommer 1944 erneut an Fronteinsätzen in Italien bei Grosseto und Livorno in der Toskana beteiligt. Anschließend war die von Reder geführte "SS-Panzer-Aufklärungsabteilung" 16 zwischen August und September 1944 in der sogenannten Bandenbekämpfung im Apennin nördlich von Florenz eingesetzt und an den Massakern von Fivizzano und Marzabotto beteiligt, bei denen mehrere hundert Zivilisten ermordet wurden.

## Nach Kriegsende
Reder geriet 1945 in einem österreichischen Lazarett in Gefangenschaft, wurde anschließend im Kriegsgefangenenlager Wolfsberg in Kärnten interniert und 1948 von Großbritannien
an Italien ausgeliefert. 1951 stand er vor einem Militärgericht in Bologna. Seine Verteidiger waren der italienische Anwalt Giuseppe Schirò und dessen deutscher Kollege Claus-Joachim von Heydebreck, später Landesminister in Schleswig-Holstein. Die Vorwürfe gegen Reder lauteten auf
- Zerstörung der Stadt Marzabotto und anderer Dörfer nahe Bologna im August und September 1944
- Erteilen des Exekutionsbefehls für 2700 italienische Zivilisten in der Toskana und Emilia-Romagna im selben Zeitraum.

Reder wurde zu lebenslanger Haft verurteilt, von der er 33 Jahre verbüßte. Im Bewusstsein der italienischen Öffentlichkeit wurde sein Name – wie der des zweiten in Italien inhaftierten NS-Täters Herbert Kappler – zum „Symbol des Kriegsverbrechers schlechthin“ und prägte wesentlich das Bild der deutschen Besatzung.
Seit der Fertigstellung der Anklage gegen Reder betrachtete sich Österreich als Schutzmacht für den Kriegsverbrecher, obwohl dieser schon 1934 die österreichische Staatsbürgerschaft zugunsten der deutschen aufgegeben hatte. So stellte sich das Land Oberösterreich (auf Intervention des ehemaligen Gauinspektors von Oberösterreich) auf den Rechtsstandpunkt, dass Reder Österreicher sei. Anfechtungen durch Beamte des Innenministeriums wurden durch eine Weisung des SPÖ-Innenministers Oskar Helmer unterbunden, Reder somit 1956 wieder österreichischer Staatsbürger. Anfang der sechziger Jahre stellte das Außenministerium schließlich fest, dass Reder der Status und die Behandlung eines Kriegsgefangenen im Sinn der Genfer Kriegsgefangenen-Konvention zukomme.
Einige österreichische Zeitungen, zum Beispiel die Kronen Zeitung („Keine Hoffnung für Walter Reder?“), und Medien der rechtsextremen Szene (z. B. Die Kameradschaft, Die Aula) thematisierten den Verbleib Reders in „Kriegsgefangenschaft“ gerne. Daneben setzten sich vor allem die FPÖ, aber auch prominente Politiker anderer Parteien sowie Persönlichkeiten aus der Zivilgesellschaft für seine Freilassung ein. Auch deutsche seriöse Presseorgane bezogen Stellung für Walter Reder; so Die Zeit 1955 und die Frankfurter Allgemeine Zeitung im Jahre 1985.
1984 drückte Reder in einem Brief an die Bürger von Marzabotto „seine tiefe Reue“ aus. Er wurde am 24. Januar 1985 aus dem Gefängnis entlassen. Danach widerrief Reder alle Reuebekundungen.
Bei der Einreise nach Österreich wurde Reder durch den damals amtierenden FPÖ-Verteidigungsminister Friedhelm Frischenschlager mit einem Handschlag in Empfang genommen, was einen Skandal auslöste.
Oftmals wird behauptet, dass es gerade mit der Diskussion um den „Reder-Skandal“ zum ersten Mal zu einer breiteren Auseinandersetzung mit der nationalsozialistischen Vergangenheit vieler Österreicher kam.
In Österreich angekommen, wurde Reder vom ÖVP-Politiker und Großgrundbesitzer Wilhelm Gorton aufgenommen, was einige Kritik auslöste.
1991 starb Walter Reder in Wien.